# Pic du Béal Traversier
Pic du Béal Traversier – szczyt w Alpach Kotyjskich, części Alp Zachodnich. Leży w południowo-wschodniej Francji w regionie Prowansja-Alpy-Lazurowe Wybrzeże, przy granicy z Włochami. Szczyt można zdobyć drogą z doliny Queyras.